# Маркстрём, Якоб
Якоб Андерс Маркстрём (швед. Jacob Anders Markström; 31 января 1990, Евле, Швеция) — шведский хоккеист, вратарь клуба НХЛ «Нью-Джерси Девилз».

## Игровая карьера

### Клубная карьера

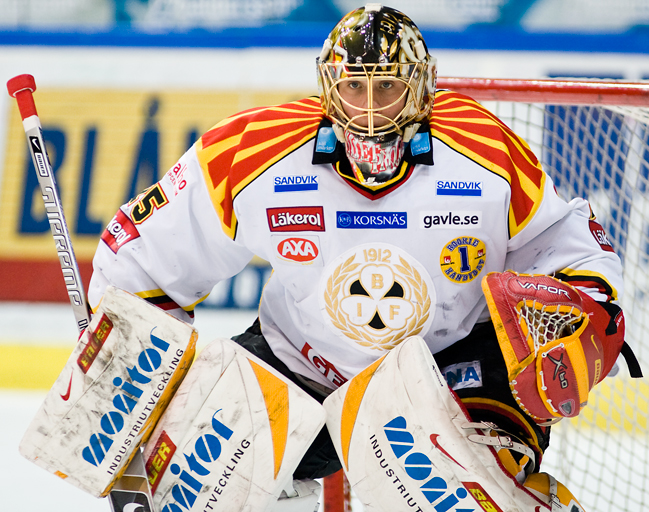
Якоб Маркстрём в игре за «Брюнес» в 2009 году

Маркстрём начинал карьеру игрока в молодёжном клубе «Сатра» из своего родного города Евле. Затем он перешёл в клуб Шведской Элитной серии «Брюнес», где выступал за юниорскую, молодёжную, а затем и за основную команду. В 2008 году его на драфте НХЛ во втором раунде выбрала «Флорида Пантерз». Маркстрём ещё два года провел в Швеции, после чего отправился в Северную Америку и подписал контракт на три года с «пантерами». В то время за «Флориду» уже играли Томаш Вокоун и Скотт Клемменсен, поэтому Маркстрём отправился играть в АХЛ в клуб «Рочестер Американс». Дебют в НХЛ у Маркстрёма состоялся 23 января 2011 года; в матче против «Нью-Джерси Девилз» он заменил в воротах Скотта Клемменсена и пропустил за два периода две шайбы. В следующем сезоне ситуация мало изменилась. Вместо ушедшего в «Вашингтон» Вокоуна на место основного вратаря был взят Жозе Теодор. Якоб Маркстрём подменял травмированного Клемменсена в начале сезона, но с его выздоровлением был отправлен в АХЛ в «Сан-Антонио Рэмпэйдж», где и провел оставшуюся часть регулярного чемпионата. Однако перед шестой игрой первого раунда плей-офф против «Нью-Джерси» он был вызван в основную команду, где заменил травмированного Теодора на скамейке запасных.
Сезон 2012/13 Маркстрём начал в АХЛ, но после завершения локаута вернулся в «Пантерз» и принял участие в 23 матчах — больше, чем Теодор и Клемменсен. 16 июля 2013 Маркстрём подписал новый двухлетний контракт с «Флоридой», согласно которому первый год контракта — двусторонний, а второй — односторонний.
5 марта 2014 года, в дэдлайн обменов в НХЛ, Маркстрём вместе с нападающим Шоном Мэттайясом перешёл в «Ванкувер Кэнакс». Взамен «Пантеры» получили уже игравшего за них вратаря Роберто Луонго и нападающего-проспекта Стива Энтони. За «Ванкувер» Маркстрём дебютировал уже 6 марта в игре против «Даллас Старз», выйдя в третьем периоде на замену Эдди Лэку, который за два предыдущих периода пропустил 5 шайб.

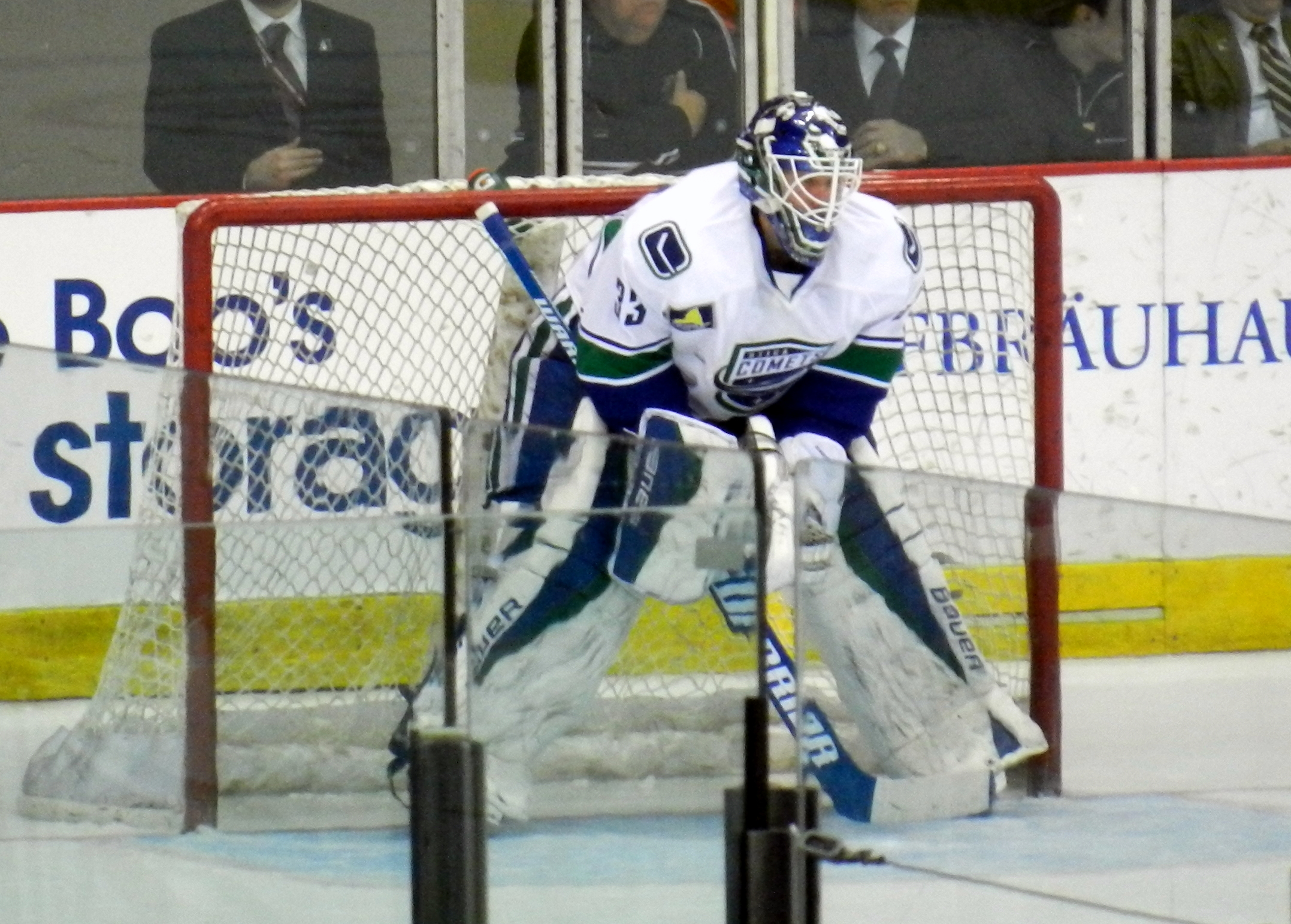
Якоб Маркстрём в воротах «Ютики Кометс»

Летом 2014 года «Ванкувер» подписал контракт с опытным вратарём Райаном Миллером. Таким образом, Маркстрём стал лишь третьим вратарём в системе клуба. 26 сентября «Ванкувер» выставил Маркстрёма на драфт отказов, однако ни один клуб НХЛ не забрал его, и Якоб поехал в фарм-клуб «Кэнакс» в АХЛ — «Ютика Кометс». В октябре Якоб Маркстрём был близок к рекорду АХЛ по количеству минут без пропущенных шайб, который установлен Барри Брастом и равен 268 минут и 17 секунд. Но в матче против «Бингемтон Сенаторз» он пропустил четыре шайбы и его «сухая» серия остановилась на отметке 238 минут и 8 секунд. Благодаря этой «сухой» серии Маркстрём был признан лучшим вратарём октября в АХЛ.
В конце февраля травму получил основной вратарь «Ванкувера» Райан Миллер. В связи с этим Маркстрём был вызван в основную команду. Дебют за «Ванкувер» в сезоне 2014/15 сложился для Якоба неудачно: 3 марта в матче против «Сан-Хосе Шаркс» он пропустил три шайбы после чертырёх бросков и был заменён уже на восьмой минуте. В следующий раз Маркстрём вышел на лёд в матче против «Коламбуса» 19 марта, заменив в третьем периоде Лэка, который пропустил пять шайб. 22 марта Маркстрём одержал первую победу в сезоне в матче против «Аризоны Койотис». За «Ванкувер» в сезоне 2014/15 он больше не играл, а 9 апреля, после выздоровления Миллера, был отправлен в АХЛ.
30 июня 2015 года Маркстрём заключил новый контракт с «Ванкувером» сроком на два года и общую сумму 3,1 млн долларов.
7 июля 2016 года продлил контракт с «Кэнакс» на три года. В сезонах 2017/18 и 2018/19 сыграл по 60 матчей.
По ходу сезона 2019/20 одержал свою 100-ю победу в НХЛ.
9 октября 2020 года 30-летний Маркстрём подписал 6-летний контракт на 36 млн долларов с «Калгари Флэймз». В сезоне 2020/21 сыграл 43 матча (22 победы).
19 июня 2024 года был обменян с удержанием 31,25% кэпхита в «Нью-Джерси Девилз» на пик первого раунда-2025 и защитника Кевина Баля.

### В сборной
Якоб Маркстрём играл за сборную Швеции на юниорском Чемпионате мира 2008 и на двух молодёжных Чемпионатах мира (2009 и 2010). На взрослом Чемпионате мира он дебютировал в 2010 году. В 2013 году Маркстрём вместе с Юнасом Энротом разделил игровое время в воротах сборной и стал обладателем золотых медалей мирового первенства, проходившего в Швеции и Финляндии.

## Стиль игры
Якоб Маркстрём — высокий вратарь, умеющий хорошо использовать свой рост для закрытия как можно большей площади ворот. Он играет в стиле «баттерфляй», умеет выбирать позицию в воротах и хорошо действует ловушкой. К слабым сторонам относится то, что он рано садится на лед и не успевает достаточно быстро встать после того, как отобьет шайбу.

## Личная жизнь
Отец Андерс Маркстрём в прошлом профессиональный футболист, игравший в 1980-х на позиции вратаря за «Хаммарбю». Старший брат Тим Маркстрём также в прошлом футболист, ныне футбольный тренер.

## Статистика

### Клубная
| 2007/08   | Брюнес               | Шве       | 7  | —  | —  | — | 423  | 22  | 0 | 3,12 | 88,7 | —  | —  | —  | —    | —  | — | —    | —    |
| 2008/09   | Брюнес               | Шве       | 35 | —  | —  | — | 1992 | 79  | 3 | 2,38 | 91,7 | 1  | —  | —  | 59   | 2  | — | 2,02 | —    |
| 2009/10   | Брюнес               | Шве       | 43 | —  | —  | — | 2542 | 85  | 5 | 2,01 | 92,7 | 4  | —  | —  | 224  | 12 | — | 3,21 | —    |
| 2010/11   | Рочестер Американс   | АХЛ       | 37 | 16 | 20 | 1 | 2174 | 108 | 1 | 2,98 | 90,7 | —  | —  | —  | —    | —  | — | —    | —    |
| 2010/11   | Флорида Пантерз      | НХЛ       | 1  | 0  | 1  | 0 | 40   | 2   | 0 | 3,00 | 85,7 | —  | —  | —  | —    | —  | — | —    | —    |
| 2011/12   | Флорида Пантерз      | НХЛ       | 7  | 2  | 4  | 1 | 383  | 17  | 0 | 2,66 | 92,3 | 0  | —  | —  | —    | —  | — | —    | —    |
| 2011/12   | Сан-Антонио Рэмпэйдж | АХЛ       | 32 | 17 | 12 | 1 | 1839 | 71  | 1 | 2,32 | 92,7 | 8  | 4  | 4  | 546  | 26 | 0 | 2,85 | 90,7 |
| 2012/13   | Сан-Антонио Рэмпэйдж | АХЛ       | 33 | 16 | 15 | 2 | 1972 | 87  | 3 | 2,65 | 92,0 | —  | —  | —  | —    | —  | — | —    | —    |
| 2012/13   | Флорида Пантерз      | НХЛ       | 23 | 8  | 14 | 1 | 1266 | 68  | 0 | 3,22 | 90,1 | —  | —  | —  | —    | —  | — | —    | —    |
| 2013/14   | Флорида Пантерз      | НХЛ       | 12 | 1  | 6  | 3 | 614  | 36  | 0 | 3,52 | 87,4 | —  | —  | —  | —    | —  | — | —    | —    |
| 2013/14   | Сан-Антонио Рэмпэйдж | АХЛ       | 29 | 12 | 11 | 3 | 1688 | 72  | 2 | 2,56 | 91,8 | —  | —  | —  | —    | —  | — | —    | —    |
| 2013/14   | Ванкувер Кэнакс      | НХЛ       | 4  | 1  | 2  | 0 | 200  | 10  | 0 | 3,00 | 86,8 | —  | —  | —  | —    | —  | — | —    | —    |
| 2014/15   | Ютика Кометс         | АХЛ       | 32 | 22 | 7  | 2 | 1880 | 59  | 5 | 1,88 | 93,4 | 23 | 12 | 11 | 1450 | 51 | 2 | 2,11 | 92,5 |
| 2014/15   | Ванкувер Кэнакс      | НХЛ       | 3  | 1  | 1  | 0 | 78   | 4   | 0 | 3,08 | 87,9 | —  | —  | —  | —    | —  | — | —    | —    |
| Всего НХЛ | Всего НХЛ            | Всего НХЛ | 50 | 13 | 28 | 5 | 2580 | 137 | 0 | 3,19 | 89,6 | 0  |    |    |      |    |   |      |      |

### Международная
| Год                        | Сборная                    | Турнир                     | Место                      |    | Игр | В | П   | Мин | ПШ | «0»  | КН   | % |
| -------------------------- | -------------------------- | -------------------------- | -------------------------- | -- | --- | - | --- | --- | -- | ---- | ---- | - |
| 2008                       | Швеция (юн.)               | ЮЧМ                        | 4                          | 6  | 4   | 2 | 355 | 18  | 1  | 3,04 | 86,3 |   |
| 2009                       | Швеция (мол.)              | МЧМ                        | 2                          | 5  | 4   | 1 | 298 | 8   | 1  | 1,61 | 94,3 |   |
| 2010                       | Швеция (мол.)              | МЧМ                        | 3                          | 5  | 4   | 1 | 299 | 11  | 0  | 2,21 | 92,7 |   |
| 2010                       | Швеция                     | ЧМ                         | 3                          | 3  | 3   | 0 | 235 | 4   | 1  | 1,33 | 94,4 |   |
| 2013                       | Швеция                     | ЧМ                         | 1                          | 3  | 2   | 1 | 190 | 5   | 0  | 1,58 | 93,4 |   |
| 2016                       | Швеция                     | ЧМ                         | 6                          |    |     |   |     |     |    |      |      |   |
| 2016                       | Швеция                     | КМ                         | 4                          | 1  | 1   | 0 | 60  | 1   | 0  | 1,00 | 96,4 |   |
| Всего (юн. и мол. сборная) | Всего (юн. и мол. сборная) | Всего (юн. и мол. сборная) | Всего (юн. и мол. сборная) | 16 | 12  | 4 | 952 | 37  | 2  | 2,33 | 91,2 |   |
| Всего (осн. сборная)       | Всего (осн. сборная)       | Всего (осн. сборная)       | Всего (осн. сборная)       | 6  | 5   | 1 | 425 | 9   | 1  | 1,27 | 93,8 |   |